# Sandsteinroute
Die Baumberger Sandsteinroute führt durch die fünf Baumberge-Gemeinden Havixbeck, Billerbeck, Rosendahl, Coesfeld und Nottuln und hat ca. eine Länge von 160 km. Sie ist als Rundkurs in beide Richtungen ausgeschildert, ein Einstieg in die Route ist in jedem Ort möglich.
Die Tour stellt rund 80 Sehenswürdigkeiten in den Mittelpunkt, die aus dem Baumberger Kalksandstein gestaltet wurden.
Entwickelt wurde die Route 1996 mit ursprünglich um die 200 Sehenswürdigkeiten verschiedenster Art, wie Wasserburgen, alte Bauerngehöfte, Wassermühlen und Kornspeicher ebenso wie Wegekreuze und Heiligen-Bildstöcke. 2006 wurde der Führer von der Baumberge-Touristik in der heutigen Form neu aufgelegt.
Im Herbst 2019 wurde begonnen die Baumberger Sandsteinroute neu zu konzipieren und zu überarbeiten.

## Sehenswürdigkeiten
Die Route führt u. a. an folgenden Sehenswürdigkeiten vorbei.

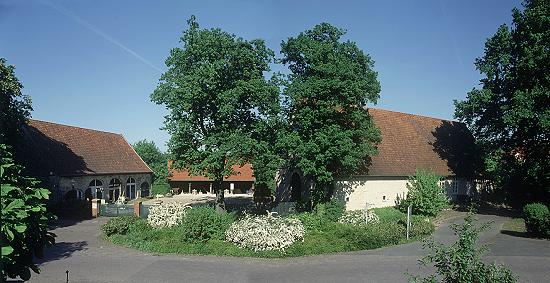
Das Baumberger Sandsteinmuseum in Havixbeck
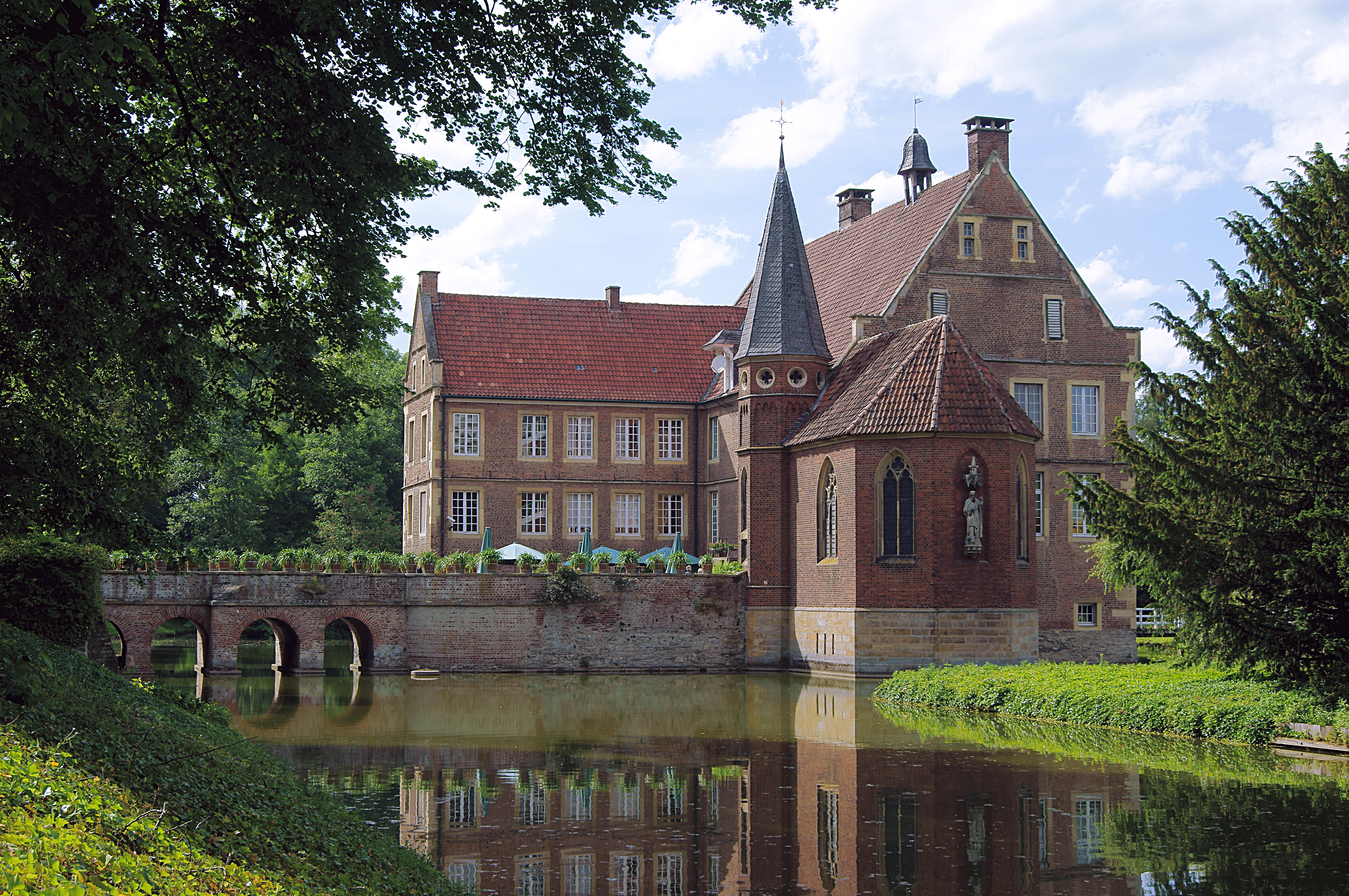
Burg Hülshoff
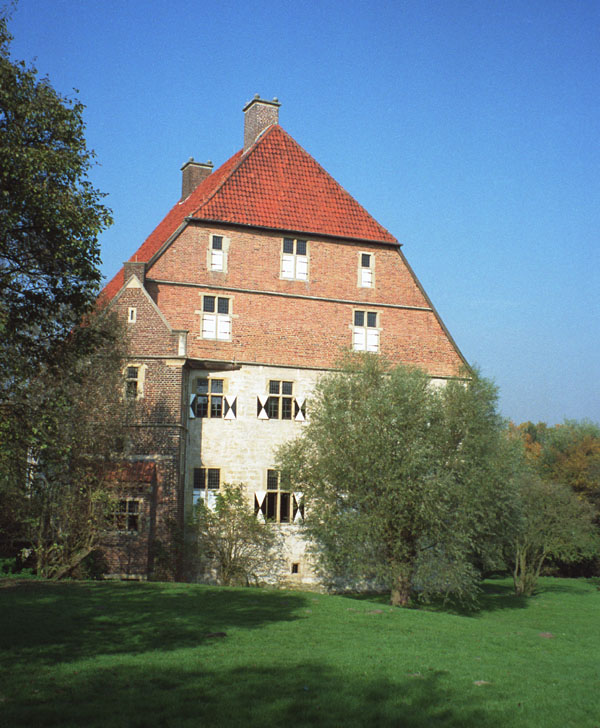
Kolvenburg in Billerbeck
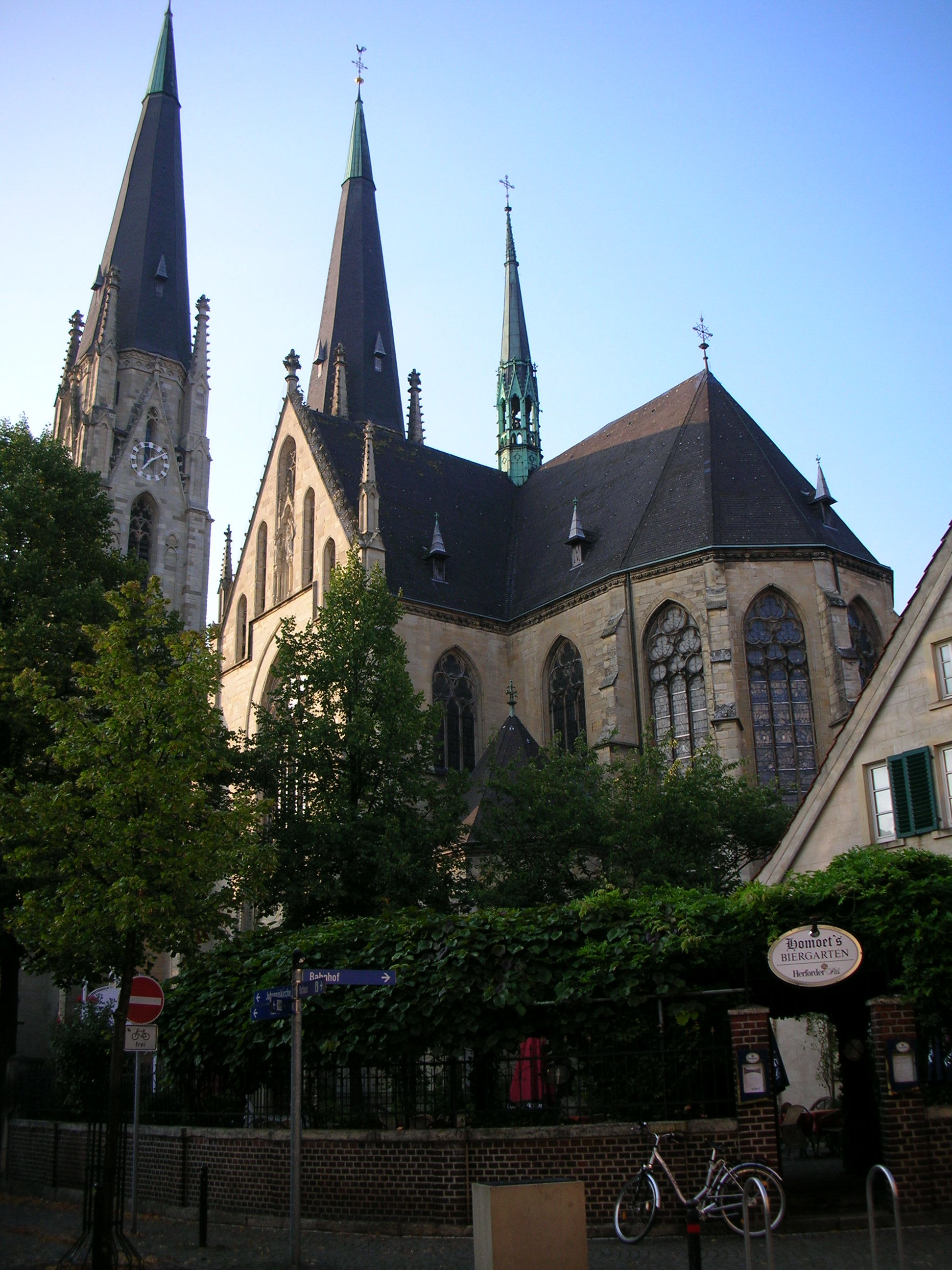
Propsteikirche St. Ludgerus in Billerbeck
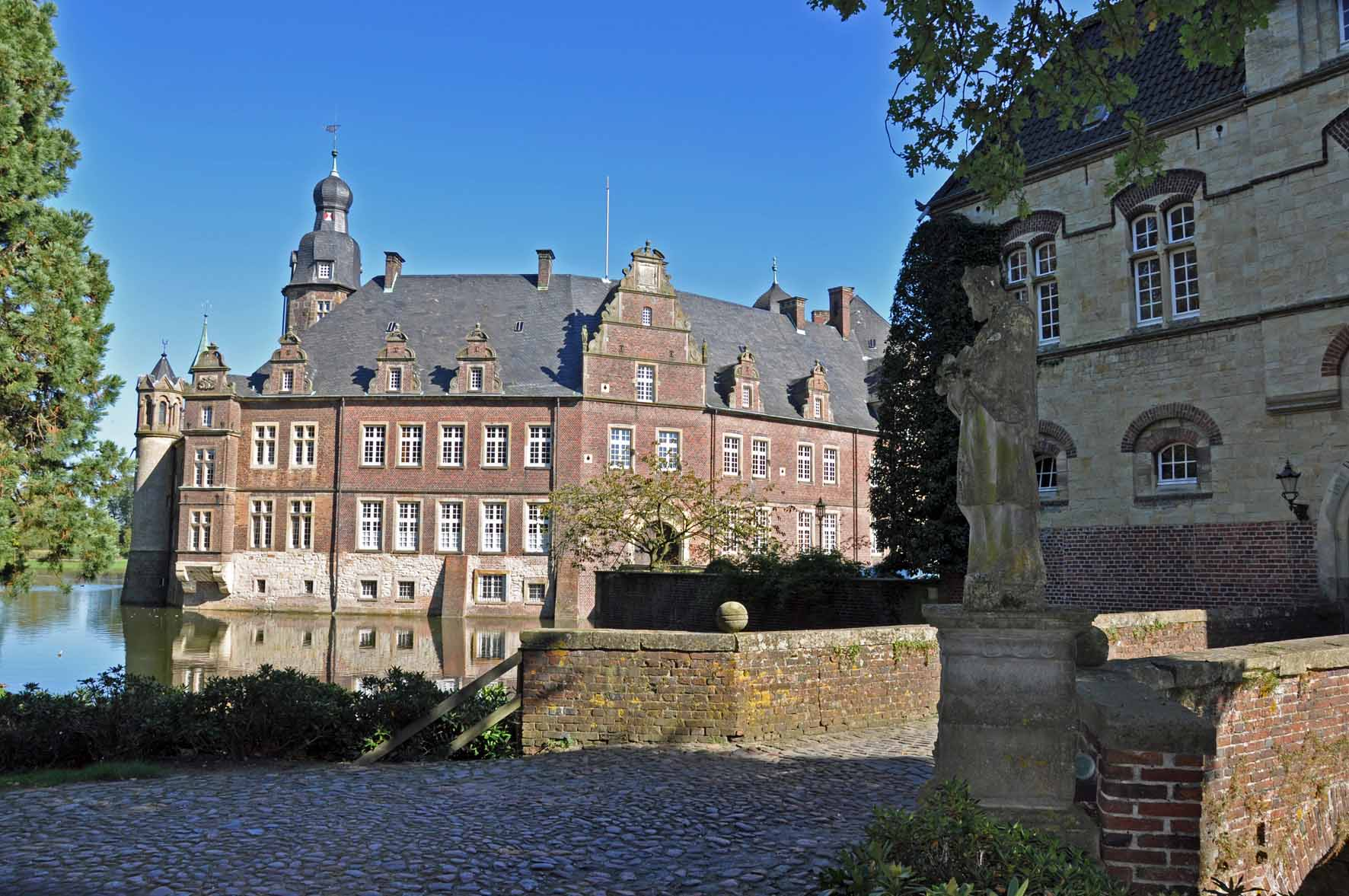
Schloss Darfeld
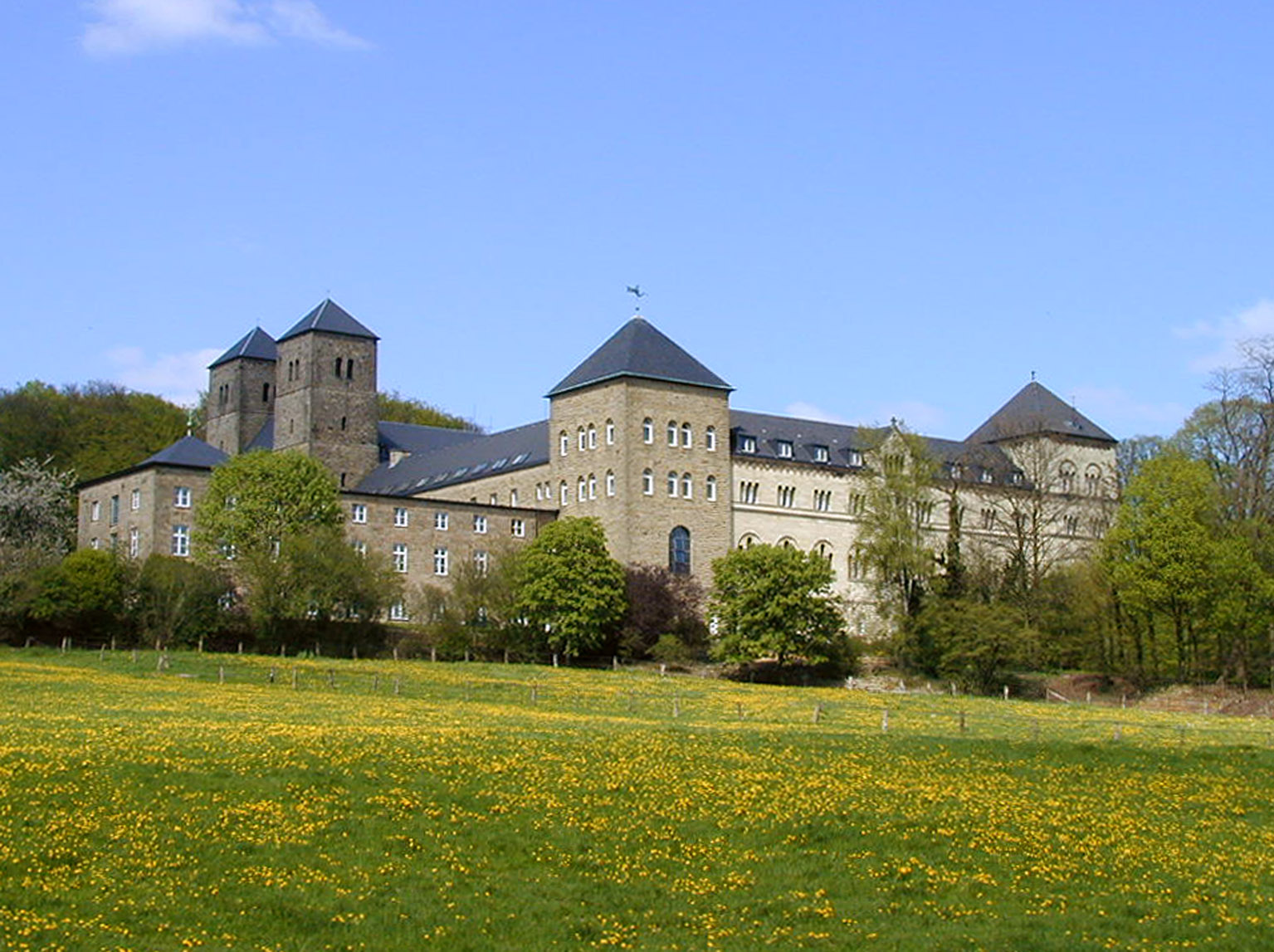
Benediktinerabtei Gerleve
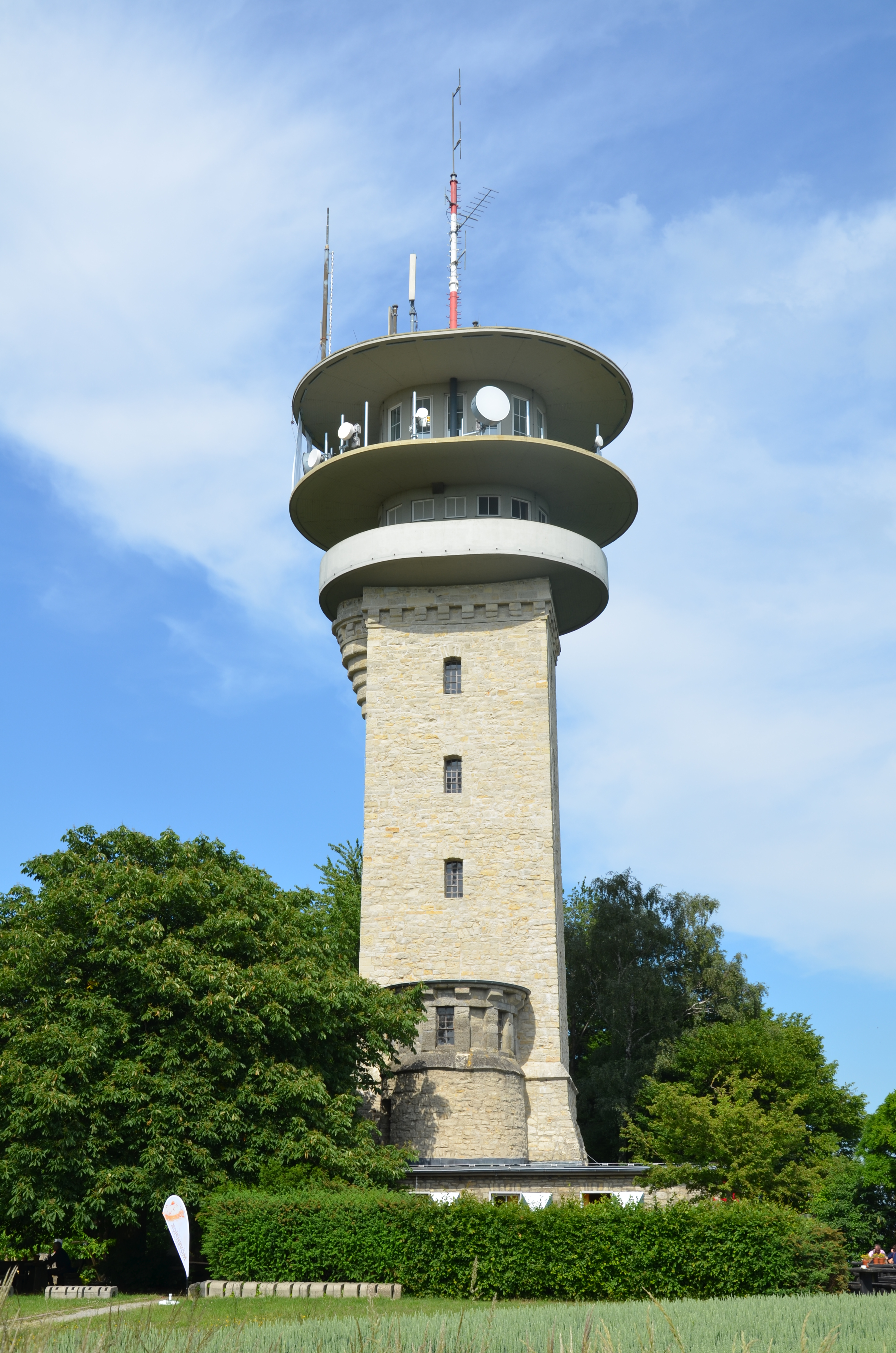
Longinusturm
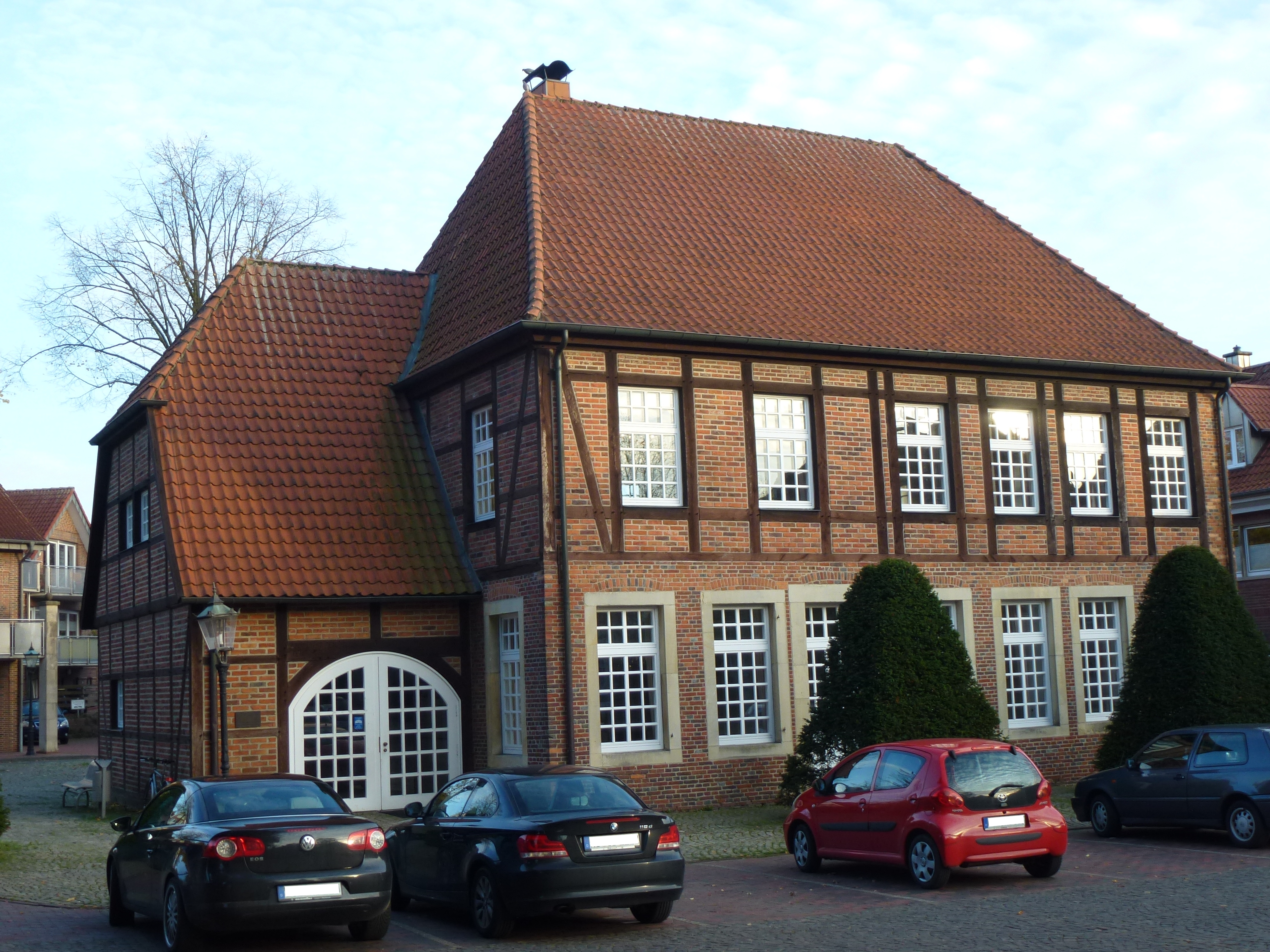
Alte Amtmannei in Nottuln
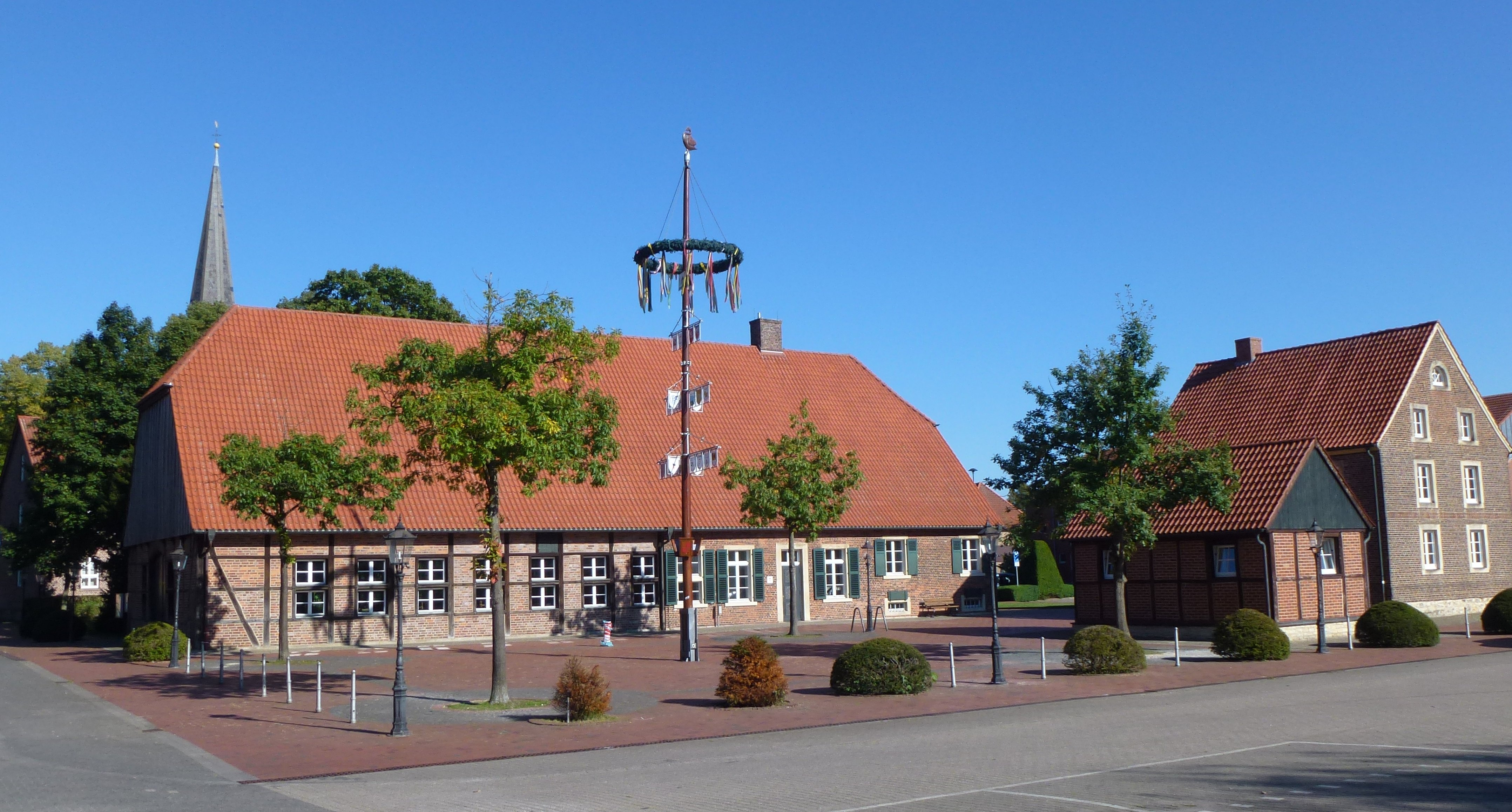
Schulze-Frenkings-Hof in Appelhülsen
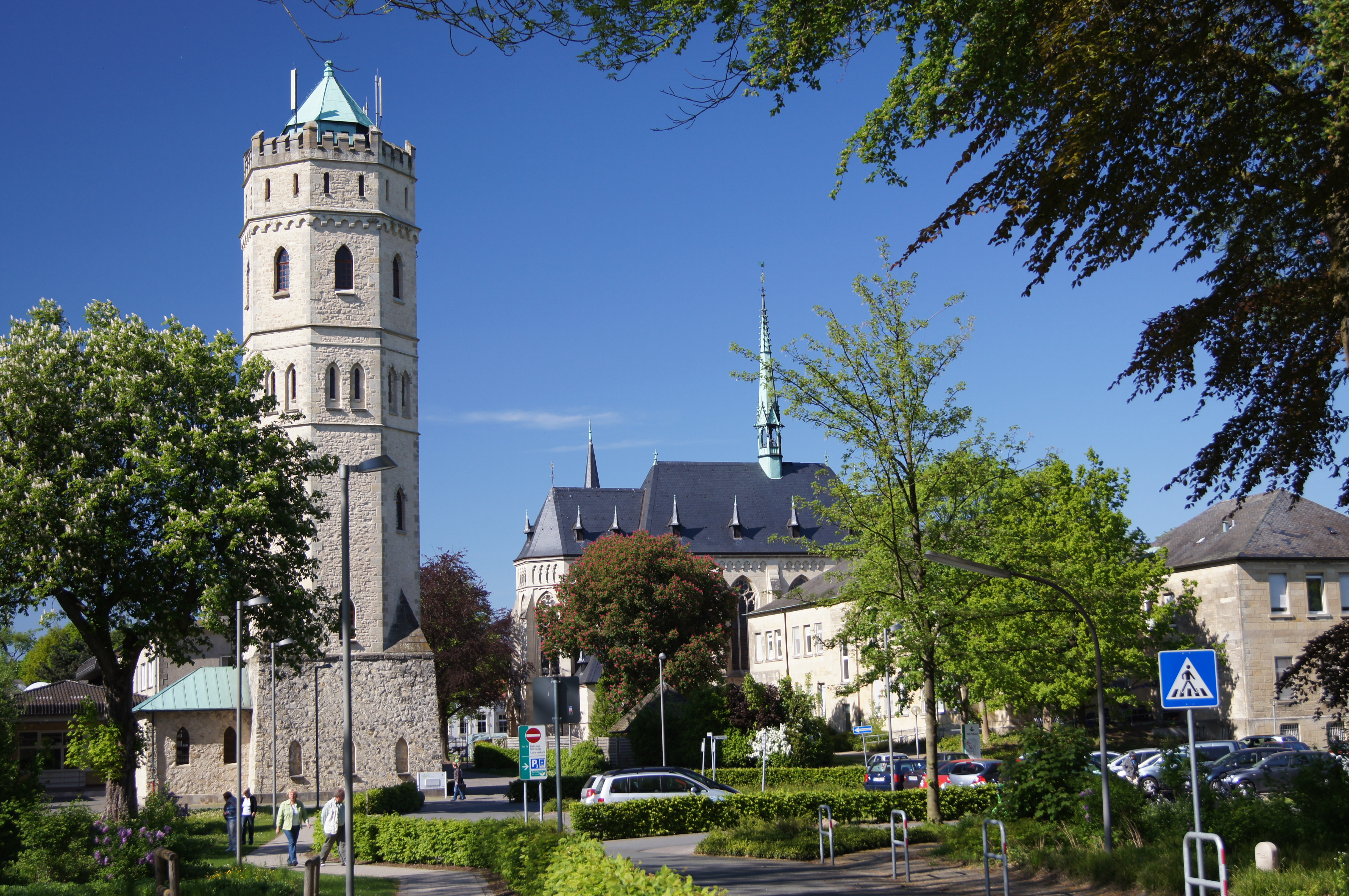
Stift Tilbeck